# Spēlmaņu nakts
Spēlmaņu nakts és un premi anual de teatre de l'Associació de Teatre de Letònia (en letó: Latvijas Teātru darbinieku savienība (LTDS)). Va ser introduït el 1993, i els primers premis es van concedir al juny de 1994 (corresponents a l'any anterior). Des de 1999, s'organitza la cerimònia el 23 de novembre, aniversari del naixement del director i fundador del Teatre Dailes Eduards Smiļģis. El lliurament de premis en les diverses categories se retransmet en directe per la televisió i la ràdio letona.
El Gran Premi, a tota la història del Spēlmaņu nakts només ha sigut atribuït tres vegades: per a Rutes grāmata de Māra Ķimele (Teatre Nou de Riga), per a Nāves deja de Romāns Kozaks (Teatre Rus de Riga) i al musical Kaupēn, mans mīļais! de Jāņis Lūsēns, Māra Zālīte i Valdis Lūriņš (Teatre de Liepāja).

## Trofeu
El trofeu Skatuves nagla va ser creat per l'artista-escultor Juris Gagainis. Representa els taulers en miniatura amb les ungles d'or plantat a mida completa, en referència a una antiga expressió teatral "l'atracció estrella".

## Categories
- Millor espectacle de drama
- Millor director
- Millor actriu
- Millor actor
- Millor actor de repartiment
- Millor actriu de repartiment
- Millor inici
- Millor espectacle per a infants
- Millor disseny de vestuari
- Millor dansa contemporània (des del 2012)
- Millor ballet
- Millor música
- Millor escenògraf
- Premi del jurat
- Premi dels espectadors
- Premi per la feina de tota una vida (des de 1996)

## Millor espectacle d'art dramàtic
| Any  | Obra                       | Direcció               | Teatre                      |
| ---- | -------------------------- | ---------------------- | --------------------------- |
| 1994 | Marķīze de Sada            | Alvis Hermanis,        | Teatre Nou de Riga          |
| 1995 | Rutes grāmata              | Māra Ķimele            | Teatre Nou de Riga          |
| 1996 | Salemas raganas            | Oļģerts Kroders        | Teatre Nacional de Letònia  |
| 1997 | Terēza Rakēna              | Mihails Gruzdovs       | Teatre Dailes               |
| 1998 | Ivanovs                    | Felikss Deičs          | Teatre Dramàtic de Valmiera |
| 1999 | Pūt, vējiņ                 | Oļģerts Kroders        | Teatre Dailes               |
| 2000 | Precības                   | Mihails Gruzdovs       | Teatre Dailes               |
| 2001 | Vilkmuižas jaunkundzes     | Alvis Hermanis         | Teatre Nou de Riga          |
| 2002 | Revidents                  | Alvis Hermanis         | Teatre Nou de Riga          |
| 2003 | Stāsts par Kasparu Hauzeru | Alvis Hermanis         | Teatre Nou de Riga          |
| 2004 | Kam no Vilka kundzes bail? | Regnārs Vaivars        | Teatre Nacional de Letònia  |
| 2005 | Mēnesis uz laukiem         | Māra Ķimele            | Teatre Nou de Riga          |
| 2006 | Kaligula                   | Dž. Dž. Džilindžers    | Teatre Dailes               |
| 2007 | Karalis Līrs               | Oļģerts Kroders        | Teatre Dramàtic de Valmiera |
| 2008 | Klusuma skaņas             | Alvis Hermanis         | Teatre Nou de Riga          |
| 2009 | Zilā kalna Marta           | Alvis Hermanis         | Teatre Nou de Riga          |
| 2010 | Mirušās dvēseles           | Kirils Serebreņņikovs  | Teatre Nacional de Letònia  |
| 2011 | Lūgšana resnajai tantei    | Pēteris Krilovs        | Teatre Nacional de Letònia  |
| 2012 | Oblomovs                   | Alvis Hermanis         | Teatre Nou de Riga          |
| 2013 | Stavangera (Pulp People)   | Konstantīns Bogomolovs | Teatre de Liepāja           |

## Millor Director
| Any  | Director               | Obra                                                 | Teatre                      |
| ---- | ---------------------- | ---------------------------------------------------- | --------------------------- |
| 1994 | Māra Ķimele            | Kaislību spēle, Rutes grāmata                        | Teatre Nou de Riga          |
| 1995 | Oļģerts Kroders        | Salemas raganas, Bernardas Albas māja                | Teatre Nacional de Letònia  |
| 1995 | Oļģerts Kroders        | Seši tēli meklē autoru                               | Teatre Dramàtic de Valmiera |
| 1996 | Mihails Gruzdovs       | Terēza Rakēna                                        | Teatre Dailes               |
| 1997 | Felikss Deičs          | Ivanovs, Trīnes grēki                                | Teatre Dramàtic de Valmiera |
| 1999 | Viesturs Kairišs       | Jevgeņijs Oņegins                                    | Òpera Nacional de Letònia   |
| 1999 | Viesturs Kairišs       | Skroderdienas Silmačos, Idiots                       | Teatre Nou de Riga          |
| 2000 | Mihails Gruzdovs       | Precības                                             | Teatre Dailes               |
| 2001 | Alvis Hermanis         | Pilsēta, Brīvais kritiens, Vilkmuižas jaunkundzes    | Teatre Nou de Riga          |
| 2002 | Māra Ķimele            | Pazudušais dēls, Tumšie brieži                       | Teatre Dramàtic de Valmiera |
| 2003 | Alvis Hermanis         | Stāsts par Kasparu Hauzeru                           | Teatre Nou de Riga          |
| 2004 | Alvis Hermanis         | Tālāk, Garā dzīve                                    | Teatre Nou de Riga          |
| 2005 | Māra Ķimele            | Mēnesis uz laukiem                                   | Teatre Nou de Riga          |
| 2006 | Dž. Dž. Džilindžers    | Kaligula                                             | Teatre Dailes               |
| 2007 | Oļģerts Kroders        | Karalis Līrs, Akmens ligzda jeb Niskavuori sievietes | Teatre Dramàtic de Valmiera |
| 2008 | Viesturs Kairišs       | Mērnieku laiki                                       | Teatre Nacional de Letònia  |
| 2008 | Viesturs Kairišs       | Zīgfrīds                                             | Òpera Nacional de Letònia   |
| 2009 | Alvis Hermanis         | Zilā kalna Marta, Vectēvs                            | Teatre Nou de Riga          |
| 2010 | Viesturs Meikšāns      | Plūdi un saulgrieži Straumēnu skaņās                 | Teatre Dramàtic de Valmiera |
| 2011 | Pēteris Krilovs        | Lūgšana resnajai tantei                              | Teatre Nacional de Letònia  |
| 2012 | Alvis Hermanis         | Oblomovs, Oņegins. Komentāri                         | Teatre Nou de Riga          |
| 2013 | Konstantīns Bogomolovs | Stavangera (Pulp People)                             | Teatre de Liepāja           |